# Yttre Kiltjärnen
Yttre Kiltjärnen är en sjö i Ånge kommun i Medelpad och ingår i Ljungans huvudavrinningsområde. Sjön har en area på 0,0743 kvadratkilometer och ligger 232 meter över havet. Sjön avvattnas av vattendraget Kassjöån.

## Delavrinningsområde
Yttre Kiltjärnen ingår i det delavrinningsområde (695043-152320) som SMHI kallar för Utloppet av Yttre Kiltjärnen. Medelhöjden är 252 meter över havet och ytan är 0,69 kvadratkilometer. Räknas de 14 avrinningsområdena uppströms in blir den ackumulerade arean 84,96 kvadratkilometer. Kassjöån som avvattnar avrinningsområdet har biflödesordning 3, vilket innebär att vattnet flödar genom totalt 3 vattendrag innan det når havet efter 102 kilometer. Avrinningsområdet består mestadels av skog (89 procent). Avrinningsområdet har 0,08 kvadratkilometer vattenytor vilket ger det en sjöprocent på 10,9 procent.